# 29348 Criswick
29348 Criswick è un asteroide della fascia principale. Scoperto nel 1995, presenta un'orbita caratterizzata da un semiasse maggiore pari a 2,6090700 UA e da un'eccentricità di 0,1429663, inclinata di 3,56022° rispetto all'eclittica.